# AEGON International 2013
Die AEGON International 2013 waren ein WTA-Tennisturnier der WTA Tour 2013 für Damen und ein ATP-Tennisturnier der ATP World Tour 2013 für Herren in Eastbourne und fanden zeitgleich vom 15. bis 22. Juni 2013 statt.

## Herrenturnier
→ Qualifikation: AEGON International 2013/Herren/Qualifikation
Nachdem Andy Roddick am 5. September 2012 seine Karriere als Profitennisspieler beendete, trat er bei diesem Turnier auch nicht mehr zur Titelverteidigung an. Das Finale des Einzelwettbewerbs konnte Feliciano López gegen den an Position zwei gesetzten Gilles Simon für sich entscheiden. Den Doppeltitel sicherten sich Alexander Peya und Bruno Soares gegen den Titelverteidiger Colin Fleming zusammen mit Jonathan Marray.

## Damenturnier
→ Qualifikation: AEGON International 2013/Damen/Qualifikation
Bei den Damen gelang im Einzel Jelena Wesnina der Finalsieg gegen die Qualifikantin Jamie Hampton. Sie gewann das Turnier ohne Satzverlust. In der Doppelkonkurrenz sicherten sich Nadeschda Petrowa und Katarina Srebotnik den Sieg vor Monica Niculescu und Klára Koukalová.